# Budynek przy ul. Grudziądzkiej 46/48 w Toruniu
Budynek przy ul. Grudziądzkiej 46/48 w Toruniu – dawna siedziba Wojewódzkiego Biura Funduszu Pracy, znajdujący się przy ul. Grudziądzkiej 46/48 w Toruniu.
W latach 30. XX wieku w budynku była siedziba Funduszu Bezrobocia i Państwowy Urząd Pośrednictwa Pracy. W 1936 roku mieściło się Wojewódzkie Biuro Funduszu Pracy. Wejście do budynku znajdowało się od strony ul. Jagiellońskiej. W następnych latach gmach był rozbudowywany. Do budynku, od strony ul. Grudziądzkiej, włączono murowaną wiatę pełniącą rolę przystanku tramwajowego. W latach 70. w części budynku mieściła się siedziba toruńskiego oddziału Instytutu Maszyn Matematycznych, instytutu wspierającego rozwój przemysłu komputerowego w Polsce. W latach 2011–2012 gmach przebudowano. Na jego miejscu wybudowano zespół budynków biurowych Orbita Business Park, zlokalizowanych przy ul. Grudziądzkiej oraz Czarneckiego 15.
W budynku mieści się siedziba redakcji dziennika „Nowości”.
Budynek liczy sześć pięter oraz dodatkowe podziemne. Powierzchnia użytkowa wynosi 5000 m².